# Saint-Joseph Gadji-Celi
Saint-Joseph Gadji-Celi (Abidjan, 1º maggio 1961) è un cantante ed ex calciatore ivoriano, di ruolo centrocampista.
Anche suo nipote Gadji Tallo è un calciatore.

## Calciatore
Di ruolo centrocampista, è stato capitano della nazionale della Costa d'Avorio vincitrice della Coppa d'Africa del 1992 a Dakar.

## Palmarès

### Club
- Campionato ivoriano: 3

ASEC Mimosas: 1990, 1991, 1992
- Coppa della Costa d'Avorio: 2

ASEC Mimosas: 1983, 1990

### Nazionale
- Coppa d'Africa: 1

1992

## Cantante
È inoltre un cantante di successo, ed è stato presidente dell'Unione nazionale degli artisti della Costa d'Avorio.

## Discografia
- 1986: Allez les éléphants
- 1988: Allez les éléphants 2
- 1990: La paix
- 1993: Eléphants story
- 1994: Espoir
- 1996: Affaires de femmes
- 2000: Femme de feu
- 2003: C'est ce qui est ça
- 2008: Accra 2008